# Сергієвка (Федоровський район)
Сергі́євка (рос. Сергеевка, башк. Сергеевка) — село у складі Федоровського району Башкортостану, Росія. Входить до складу Бала-Четирманської сільської ради.
Населення — 13 осіб (2010; 57 в 2002).
Національний склад:
- росіяни — 63%